# Martwe dusze (film 1909)
Martwe dusze (ros. Мёртвые души) – rosyjski czarno-biały niemy film komediowy z 1909 roku w reżyserii Piotra Czardynina. Filmowa adaptacja nieukończonej powieści Nikołaja Gogola pod tym samym tytułem.

## Obsada
- Iwan Kamski – Cziczikow
- Piotr Czardynin – Nozdriew
- Aleksandra Gonczarowa – dama po prostu przyjemna
- Wasilij Stiepanow – Sobakiewicz
- Adolf Gieorgijewski – Pluszkin
- Iwan Potiomkin – Pietruszka
- Antonina Pożarska – kucharka